# Квантифікація
Квантифікація (від квант) (англ. quantification, нім. Quantifizierung f) — кількісне вираження якісних ознак.
У математиці та емпіричній науці кількісна оцінка — це акт підрахунку і вимірювання, який відображає людські почуття спостереження та переживання у величини. Кількісна оцінка в цьому сенсі є основою для наукового методу.

## Природничі науки
Квантифікація застосовується при вимірюванні таких параметрів як температура, час, кут, частота, швидкість, прискорення, сила, тиск, електрична напруга, інтенсивність світла, дози опромінення. Вимірювання полягає в отриманні виміряного значення - часто шляхом перетворення в електричний аналоговий або цифровий сигнал.
- «Це лише факти, але вони є кількісними фактами та основою науки».[1]
- Здається, що загальновизнаним є те, що «основою квантифікації є вимірювання».[2]
- Немає сумнівів у тому, що «кількісне визначення стало основою для об'єктивності науки».[3]
- У стародавні часи «музиканти та художники … відкинули кількісне визначення, але купці, за визначенням, кількісно оцінювали свої справи, щоб вижити, зробили їх видимими на пергаменті та папері».[4]
- Будь-яке розумне порівняння Арістотеля з Галілеєм ясно показує, що не може бути ніякої унікальної закономірності без детального кількісного визначення. «[5]
- Навіть сьогодні „університети використовують недосконалі інструменти під назвою“ екзамени „, щоб опосередковано кількісно визначати те, що вони називають знаннями.“»[6]

## Суспільні науки
У соціальних науках кількісне визначення є невід'ємною частиною економіки і психології. Обидві дисципліни збирають дані шляхом емпіричного спостереження та експерименту (психологія), і обидві використовують статистичні методи, такі як регресійний аналіз, щоб зробити висновки з цього.
Квантитативна лінгвістика — це область лінгвістики, яка спирається на кількісну оцінку.